# Smijowskaja Balka
Koordinaten: 47° 14′ 44,9″ N, 39° 39′ 3,6″ O

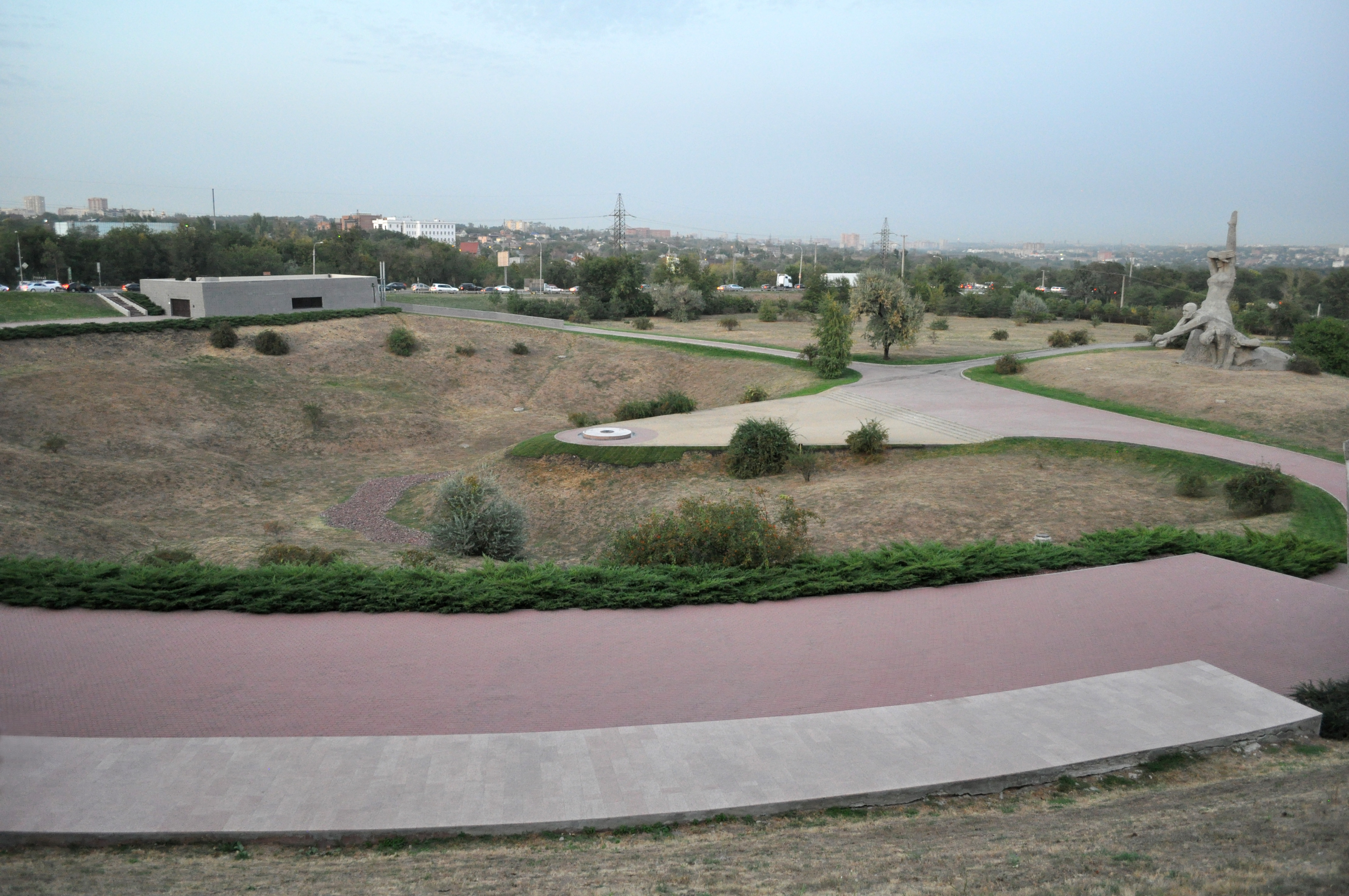
Museum links, Ewige Flamme in der Mitte, Mahnmal rechts

Smijowskaja Balka (russisch Змиёвская балка;  ukrainisch Зміївська балка;  englisch Zmievskaya Balka;   deutsch Schlangenschlucht) bezeichnet einen Ort nordwestlich des Stadtzentrums von Rostow am Don. Dort erschoss am 11. und 12. August 1942 die Einsatzgruppe D etwa 27.000 Bewohner von Rostow am Don, die meisten von ihnen Juden (siehe auch Deutsch-Sowjetischer Krieg#Holocaust).
Die Smijowskaja Balka ist ein Nebental des Temernik (russisch Темерник, ein 35,5 km langer rechter Nebenflusses des Don). Am 9. Mai 1975 wurde dort die größte Holocaustgedenkstätte der damaligen russischen Teilrepublik eröffnet.

## Geschichtlicher Hintergrund
Rostow am Don wurde während des Zweiten Weltkrieges zweimal von deutschen Truppen besetzt. Während der ersten Besetzung vom 17. bis zum 28. November 1941 konnten keine Maßnahmen zur Ermordung der jüdischen Rostower Bevölkerung ergriffen werden. Kurz nach der zweiten Einnahme am 24. Juli 1942 ergingen eine Anordnung zur Registrierung aller jüdischen Einwohner im Alter von über 14 Jahren und eine Anweisung zum Tragen des Davidssternes.

## Durchführung
Vom 5. bis zum 6. August 1942 mussten sowjetische Kriegsgefangene riesige Gruben und Gräben in der außerhalb der Stadt gelegenen Schlangenschlucht ausheben; danach wurden sie an Ort und Stelle ermordet. Am 9. August wurde ein Befehl veröffentlicht, wonach sich die gesamte jüdische Bevölkerung am 11. August bis spätestens 8 Uhr morgens zwecks „Umsiedlung“ an bestimmten Sammelplätzen einzufinden hätte. In Gruppen von 200 bis 300 Menschen wurden sie zum Ort der Ermordung getrieben. Der überwiegende Teil der Erwachsenen wurde erschossen; auch sogenannte Gaswagen wurden eingesetzt.
Der Massenmord stand unter der Leitung des SS-Oberführers Walther Bierkamp, die Erschießungen vor Ort überwachte der SS-Sturmbannführer Kurt Christmann. Beide waren bis Juli 1943 an weiteren Verbrechen der Einsatzgruppe D im Raum Krasnodar und im Nordkaukasus (Mineralnyje Wody, Kislowodsk, Jessentuki, Pjatigorsk) beteiligt, wo diese der mit dem Unternehmen Edelweiß betrauten Heeresgruppe A folgte.

## Bekannte Opfer
- Jelena Michailowna Schirmann, russisch-jüdische Dichterin
- Sabina Spielrein, russisch-jüdische Psychoanalytikerin

## Gedenkstätte
In den 1950er-Jahren war es den Juden unter Androhung der Auflösung der jüdischen Gemeinde verboten, sich vor Ort zum Gedenkgebet zu versammeln. Noch Mitte der 1960er-Jahre wurden Juden, welche in der Schlucht beteten, weg gewiesen. In den frühen 1970er-Jahren wurde mit den Vorarbeiten für das 1975 errichtete Mahnmal begonnen.

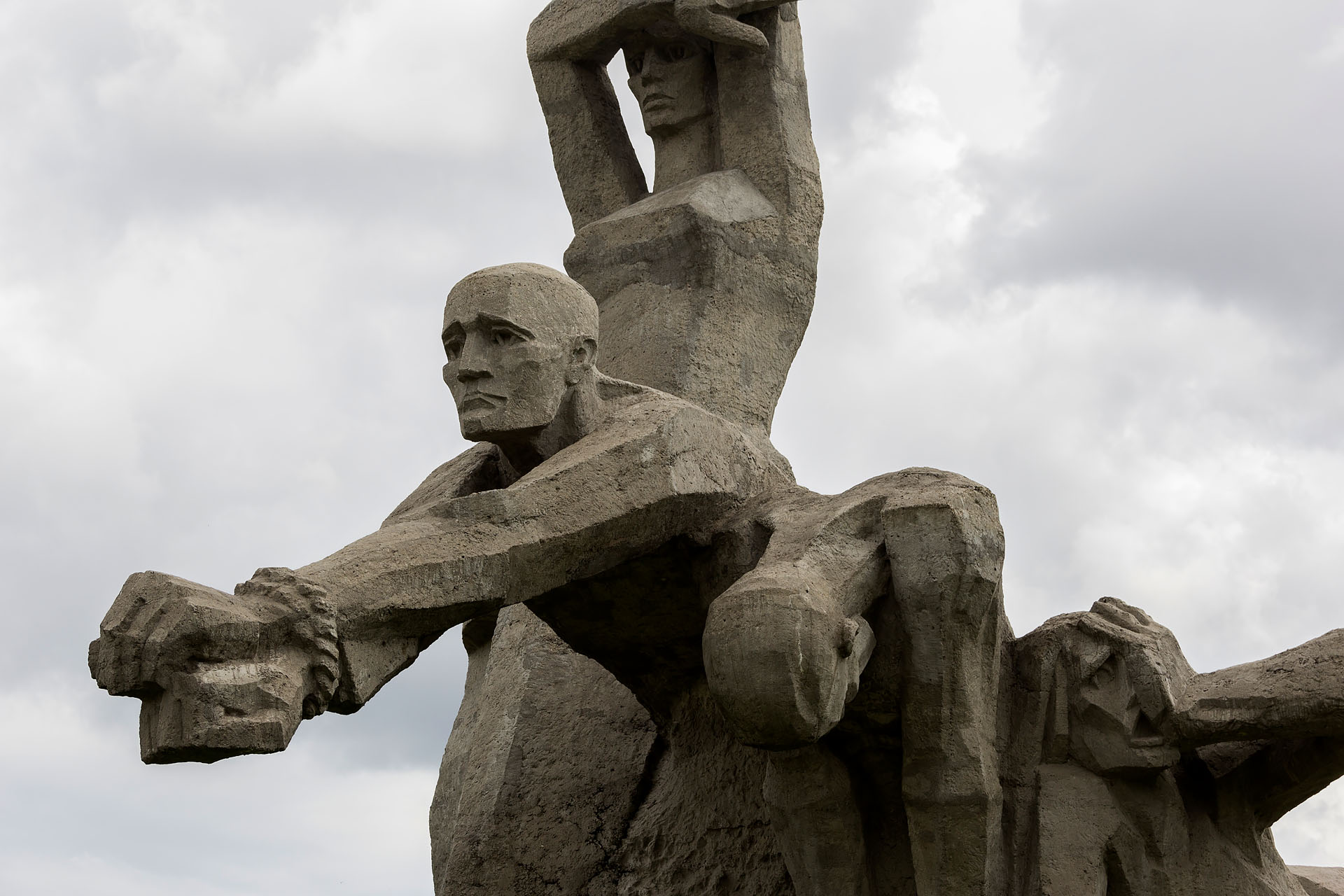
Detail des Mahnmals

Nach dem Zerfall der Sowjetunion verfiel das 1975 eingeweihte Mahnmal westlich einer Eisenbahnlinie zusehends. Das Museum war nicht mehr geöffnet, der Asphalt auf den Wegen bröckelte und die Gaszufuhr zur Ewigen Flamme war unterbrochen. Nach Reparatur- und Erneuerungsarbeiten im Jahr 2009 eröffnete das Memorial im November 2009 erneut. 2011 wurde an der Gedenkstätte eine Gedenktafel ersetzt. Die Inschrift aus dem Jahr 2004 lautete „Am 11. und 12. August 1942 wurden hier von den Nazis mehr als 27.000 Juden vernichtet. Dies ist das größte russische Holocaust-Mahnmal.“ Auf der neuen Tafel wurde das Wort „Juden“ durch „friedliche Bürger aus Rostow am Don und sowjetische Kriegsgefangene“ ersetzt.

## Andere Massaker
- Massaker von Babyn Jar in einer Schlucht bei Kiew am 29. und 30. September 1941
- Massaker von Drobyzkyj Jar in einer Schlucht bei Charkow/Charkiw am 15. Dezember 1941